# Orazio Maffei
Orazio Maffei (ur. w 1580 w Rzymie, zm. 11 stycznia 1609 tamże) – włoski kardynał.

## Życiorys
Urodził się w 1580 roku w Rzymie, jako syn Maria Maffeia i Plautilli Fabi. Studiował na Uniwersytecie w Perugii, gdzie uzyskał doktorat. 11 września 1606 roku został kreowany kardynałem diakonem i otrzymał diakonię San Giorgio in Velabro. 7 lutego 1607 roku został podniesiony do rangi kardynała prezbitera i otrzymał kościół tytularny Santi Marcellino e Pietro. 3 września tego samego roku został wybrany arcybiskupem Chieti, a trzynaście dni później przyjął sakrę. Zmarł 11 stycznia 1609 roku w Rzymie.